# Gregory Hamilton Blaxland
Gregory Hamilton Blaxland, avstralski častnik, vojaški pilot in letalski as, * 10. marec 1896, New South Wales, † 25. avgust 1969.  	
Stotnik Blaxland je v svoji vojaški karieri dosegel 9 zračnih zmag.